# Ewaipanomas
Los Ewaipanomas son seres mitológicos descritos como figuras antropomórficas carentes de cabeza pero con su cara en el torso y sus ojos en los hombros que habitaban en la Guayana. Se trata de una de las varias formas mitológicas que hay alrededor del mundo sobre seres humanos acéfalos, siendo los Blemias los seres mitológicos más conocidos de esta índole.
Su existencia fue afirmada por primera vez por el corsario y explorador británico Walter Raleigh a finales del siglo XVI, quien en 1595 partió hacia la actual Guayana Venezolana en busca del mítico reino de El Dorado, desafiando la soberanía española y portuguesa en el Nuevo Mundo. Raleigh habló de estas criaturas como defensores de un mítico reino escondido al que denominó Imperio de la Guayana y que incluyó en el libro que hizo sobre su primera expedición, titulado The Discovery of the Large, Rich, and Beautiful Empire of Guiana donde hablaba de las desconocidas y exóticas tierras que acababa de descubrir. Medio siglo más tarde, el misionero jesuita Joseph François Lafitau arribó desde América del Norte hasta la Guayana, donde vivió cinco años con pueblos nativos, y escribió cuatro volúmenes sobre la vida de los nativos en los cuales se hace mención de "acéfalos de la América Meridional", donde además hace mención de cinocéfalos, gigantes y enanos viviendo en el Amazonas.